# بیلی دورکین
بیلی دورکین (انگلیسی: Billy Durkin; ۲۹ سپتامبر ۱۹۲۱ – اوت ۲۰۰۰ (aged 78)) بازیکن فوتبال اهل بریتانیا بود.
از باشگاه‌هایی که در آن بازی کرده‌است می‌توان به باشگاه فوتبال ویموث، باشگاه فوتبال روترهام یونایتد، و باشگاه فوتبال برادفورد سیتی اشاره کرد.